# Rebecca Harding Davis

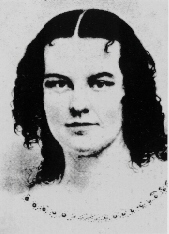
Rebecca Harding Davis (um 1865)

Rebecca Blaine Harding Davis (* 24. Juni 1831 in Washington, Pennsylvania, als Rebecca Blaine Harding; † 29. September 1910 in Mount Kisco, New York) war eine US-amerikanische Autorin von Kurzgeschichten, die als Vorläuferin des literarischen Realismus in den USA gilt.

## Leben
Rebecca Harding wurde 1831 in Washington, Pennsylvania, als Tochter eines aus England eingewanderten Unternehmers und seiner Ehefrau geboren und verbrachte wesentliche Teile ihrer Kindheit in Wheeling, das damals zu Virginia gehörte und eine schnell wachsende Industriestadt des Manufacturing Belts war. Zunächst von ihrer Mutter zuhause unterrichtet, ging sie als Jugendliche auf das Washington Female Seminary in ihrer Geburtsstadt, das sie 1848 als Jahrgangsbeste abschloss. Danach kehrte sie zu ihrer Familie nach Wheeling zurück und half primär im Haushalt, während sie in ihrer Freizeit gemeinsam mit ihrem Bruder – ein Student des Washington College – ihre Bildung vertiefte. Ab Ende der 1850er begann sie, Artikel in der Lokalzeitung Wheeling Intelligencer zu veröffentlichen.
Harding gelang der Durchbruch mit der Kurzgeschichte Life in the Iron Mills über einen Arbeiter aus Wheeling und seine aussichtslose Armut, die sie 1861 anonym im renommierten Magazin Atlantic Monthly veröffentlichte. Parallel erlebte sie den Ausbruch des Amerikanischen Bürgerkriegs; während sich der Großteil von Virginia den Südstaaten anschloss, rebellierte ein Teil im Westen des Bundesstaates rund um Wheeling und schloss sich als separater Bundesstaat West Virginia den Nordstaaten an. Wheeling war in dieser Zeit die Hauptstadt des neuen Bundesstaates. Der große Erfolg von Life in the Iron Mills ermöglichte es Rebecca Harding unterdessen, auf Bitten des Herausgebers James T. Fields weitere Kurzgeschichten im Atlantic Monthly zu publizieren. 1862 unternahm Harding trotz des Kriegs eine Reise durch Neuengland und heiratete nach ihrer Rückkehr Lemuel Clarke Davis. Das Ehepaar zog nach Philadelphia und bekam in den nächsten Jahren drei Kinder, darunter den späteren Schriftsteller Richard Harding Davis (1864–1916).
In den nächsten Jahren veröffentlichte Davis hauptsächlich im Atlantic Monthly mit Geschichten über die Kriegsfolgen und das Leben in West Virginia und im Frauenmagazin Peterson’s Magazine, in dem sie über leichtere Alltagsereignisse schrieb. Im Laufe der Jahre publizierte sie auch in renommierten Magazinen wie Scribner’s Magazine, Harper’s Magazine und Lippincott’s Monthly Magazine und war ab 1869 etwa zwanzig Jahre lang regelmäßig als Autorin im New York Tribune vertreten. Bis zu ihrem Tod 1910 auf dem Anwesen ihres Sohnes Richard in Mount Kisco verfasste sie über 500 Kurzgeschichten, Artikel usw., von denen einige separat auch in Buchform veröffentlicht wurden. In diesen Geschichten nahm sie eine realistische Beschreibung der Realität vor, ließ aber auch Elemente der Romantik (bspw. in ihrem Interesse für Volksmythen) und christlich geprägtem Sentimentalismus einfließen. Daher gilt sie heute als frühe Vorläuferin des literarischen Realismus in den USA. In vielen Geschichten nimmt Harding Davis auch feministische Ansichten ein.

## Veröffentlichungen
Monografien
- Margret Howth: A Story of To-Day. Ticknor and Fields, Boston 1862.
- Waiting for the Verdict. Sheldon, New York 1867.
- Dallas Galbraith. J. B. Lippincott, Philadelphia 1868.
- John Andross. Orange, New York 1874.
- A Law Unto Herself. J. B. Lippincott, Philadelphia 1878.
- Natasqua. Cassel-Rainbow, New York 1886.
- Kent Hampden. Scribner’s, New York 1892.
- Doctor Warrick’s Daughters. Harper, New York 1896.
- Frances Waldeaux. Harper, New York 1897.

Anthologien
- “Kitty’s Choice, or Berrytown,” and Other Stories. Lippincott, Philadelphia 1873.
- Silhouettes of American Life. Scribner’s, New York 1892.

Autobiografien
- Bits of Gossip. Houghton, Boston 1904.